# Admiral Vladivostok
Admiral Vladivostok (rusky Адмирал Владивосток) je profesionální ruský hokejový tým ve Vladivostoku, který od svého založení v roce 2013 hraje kontinentální soutěž KHL s výjimkou sezóny 2020/2021. Prezidentem klubu je bývalý ruský hokejista a člen Triple Gold Clubu Alexandr Mogilnyj. V první sezóně byl vyřazen až ve čtvrtfinále Metallurg Magnitogorskem.

## Přehled účasti v KHL
| Rusko                       |        |                                                            |                     |
| Sezóny                      | Soutěž | Play off                                                   | Kapitán             |
| 2013/2014                   | KHL    | Osmifinále (prohra 1:4 na zápasy s Metallurg Magnitogorsk) | Andrej Nikitěnko    |
| 2014/2015                   | KHL    | Ne                                                         | Ilja Zubov          |
| 2015/2016                   | KHL    | Osmifinále (prohra 1:4 na zápasy s HK Sibir Novosibirsk)   | Oskars Bartulis     |
| 2016/2017                   | KHL    | Osmifinále (prohra 2:4 na zápasy s Avangard Omsk)          | Oskars Bartulis     |
| 2017/2018                   | KHL    | Ne                                                         | Oskars Bartulis     |
| 2018/2019                   | KHL    | Ne                                                         | Konstantin Glazačev |
| 2019/2020                   | KHL    | play off se nedohrálo do konce                             | Konstantin Glazačev |
| 2020/2021                   | KHL    | tým nehrál v KHL                                           | Konstantin Glazačev |
| 2021/2022                   | KHL    | Ne                                                         | Libor Šulák         |
| 2022/2023                   | KHL    | Čtvrtfinále (prohra 2:4 na zápasy s Ak Bars Kazaň)         | Libor Šulák         |
| 2023/2024                   | KHL    | Ne                                                         | Libor Šulák         |
| 2024/2025                   | KHL    | Osmifinále (prohra 2:4 na zápasy s Traktor Čeljabinsk)     | Libor Šulák         |
| 2025/2026                   | KHL    |                                                            | Libor Šulák         |
| Zdroj na Eliteprospects.com |        |                                                            |                     |

## Češi a Slováci v týmu
| 2013/2014                                                                | nikdo                                                                  | nikdo                                       |  |
| 2014/2015                                                                | Jan Kolář                                                              | nikdo                                       |  |
| 2015/2016                                                                | nikdo                                                                  | nikdo                                       |  |
| 2016/2017                                                                | nikdo                                                                  | nikdo                                       |  |
| 2017/2018                                                                | nikdo                                                                  | nikdo                                       |  |
| 2018/2019                                                                | Vojtěch Polák, Karel Kubát                                             | Marek Hovorka odchod do HC Dynamo Pardubice |  |
| 2019/2020                                                                | nikdo                                                                  | Martin Bakoš                                |  |
| 2020/2021                                                                | tým nehrál v KHL                                                       | tým nehrál v KHL                            |  |
| 2021/2022                                                                | Vojtěch Mozík - odchod do Rögle BK , Libor Šulák - odchod do Örebro HK | nikdo                                       |  |
| 2022/2023                                                                | Libor Šulák, Rudolf Červený                                            | Michal Krištof                              |  |
| 2023/2024                                                                | Libor Šulák                                                            | nikdo                                       |  |
| 2024/2025                                                                | Libor Šulák                                                            | Mário Grman                                 |  |
| 2025/2026                                                                | Libor Šulák                                                            | Mário Grman                                 |  |
| Češi - Zdroj na Eliteprospects.com Slováci - Zdroj na Eliteprospects.com |                                                                        |                                             |  |